# Ревякино (станция)
Ревя́кино — железнодорожная станция Курского направления Московской железной дороги. Расположена в одноимённом посёлке городского типа Ясногорского района Тульской области.
Имеется прямое беспересадочное сообщение с Тулой, Серпуховом и Москвой. Для посадки и высадки пассажиров используются две боковые платформы, соединённые между собой настилом. С платформы «На Тулу» осуществляется вход в здание вокзала, где имеется небольшой зал ожидания. В кассе вокзала возможна покупка билетов только на пригородные электропоезда. Туалета и камер хранения на территории станции нет. К главному ходу примыкают пути, находящиеся в эксплуатации Ревякинского металлопрокатного завода.
На станции останавливаются все электропоезда (7 пар в сутки), следующие в южном направлении до станции Тула-I, в северном — до станций Серпухов, Москва-Курская, Москва-Каланчёвская. Ранее станция была конечной для электропоезда: Москва-Каланчёвская — Ревякино.
Пассажиры оповещаются о приближении поезда посредством громкоговорителей. При следовании поезда со стороны Москвы звучит объявление автоинформатора «Внимание, поезд! Нечётный.», со стороны Тулы — «Внимание, поезд! Чётный.».
Время движения с Курского вокзала — 3 час. 1 мин., с Московского вокзала Тулы — 23 мин. Относится к 18 тарифной зоне. Турникетов нет, возможно проведение перронного контроля.